# See America First
See America First est un opéra-comique sur un livret de T. Lawrason Riggs, la musique et les paroles sont de Cole Porter. Cette première œuvre de Porter produite à Broadway fut un flop au niveau critique et au niveau commercial.

## Origine
Porter et Riggs sont camarades de classe à l'université Yale et ont voulu écrire une parodie des comédies musicales patriotiques de George M. Cohan qui étaient populaires à l'époque. Ils ont terminé la majeure partie de leur travail à la maison Riggs à New London dans le Connecticut. Quatre des chansons ont été insérées à partir de 1914.

## Représentation
See America First  a été produit par Elisabeth Marbury (en), réalisé par Joseph Henry McAlpin Benrimo, et chorégraphié par Edward Hutchinson et Theodore Kosloff. Anne Morgan, fille de John Pierpont Morgan, et décorateur par Elsie de Wolfe.  Avant la prestation à Broadway, il a été mis en scène à Schenectady, à Albany, à Rochester dans l’État de New York, à New Haven dans le Connecticut, et à Rhode Island.
La production à Broadway s'est ouverte le 28 mars 1916, au  Maxine Elliott Theatre (en). La distribution comprenait Dorothie Bigelow en tant que Polly, Sam Edwards dans le rôle de son père, Clara Palmer en tant que Sarah, John Heath Goldsworthy en tant que Cecil, et Clifton Webb dans le rôle de Percy. La veille, Marbury a accueilli un spectacle de gala pour ses amis de la société et d'associés d'affaires, qui étaient tous enthousiastes au spectacle, mais les critiques étaient beaucoup moins enchantée et la diffusion s’arrête après 15 représentations.
Malgré la disparition rapide de See America First, G. Schirmer a publié treize partitions sur ses vingt chansons, et le Joseph C. Smith Orchestra a enregistré When I Used to Lead the Ballet et I've a Shooting Box in Scotland pour Victor. Cela a été le premier enregistrement commercial d'un morceau de Porter.

## Liste des chansons
| Act I - Indian Girls' Chant - Badmen - To Follow Every Fancy - Indian Maidens' Chorus - Something's Got to Be Done - I've Got an Awful Lot to Learn - Beautiful, Primitive Indian Girls - Hold-Up Ensemble - See America First - The Language of Flowers - Damsel, Damsel (Prithee Come Crusading with Me) - The Lady I've Vowed to Wed - Hail the Female Relative | Act II - Mirror, Mirror - Ever and Ever Yours - Lima - Will You Love Me (When My Flivver Is a Wreck)? - Buy Her a Box at the Opera - I've a Shooting Box in Scotland - When I Used to Lead the Ballet |

## Critiques
Le critique de théâtre pour le New York Dramatic Mirror déclare que « Les paroles sont soigneusement copiés sur le modèle. La musique, cependant, donne l'impression que le compositeur, après la première heure, a renoncé à la tâche de recréer une atmosphère, préférant chercher son inspiration dans notre propre George M. Cohan, dont le style musical de Porter a intentionnellement essayé d'imiter ».
The New York Herald déclare que « son intrigue est ridicule, sa musique médiocre » et a suggéré qu'il serait appréciable comme un jeu fait par des collégiens avec un public composé de parents. Le critique du New York Tribune dit que « Gotham est une grande ville et il se peut que les sœurs, tantes, cousins et cousines de ses hommes de Yale seront suffisantes pour garantir la prospérité pour See America First ».

## Sources